# アラン3世 (ブルターニュ公)
アラン3世（Alain III, 997年ごろ - 1040年10月1日）は、レンヌ伯およびブルターニュ公（在位：1008年 - 1040年）。

## 生涯
アラン3世はブルターニュ公ジョフロワ1世とアヴォワーズ・ド・ノルマンディーの息子である。
1008年に父の跡を継いでブルターニュ公となった。公位を継承した時は未成年であったため、母アヴォワーズが摂政となり、母の兄ノルマンディー公リシャール2世がブルターニュの後見をつとめたとみられる。
1018年、アラン3世はブロワ伯ウード2世とその2番目の妃エルマンガルド・ドーヴェルニュの娘ベルトと結婚した。
1026年8月にノルマンディー公リシャール3世が死去し、弟ロベール1世が公位を継承した。アランはこの時生じた混乱に乗じてノルマンディーの宗主権から解放された。
1130年代初め、ロベール1世はドルの攻撃に成功し、アヴランシュに対するアランの報復攻撃は撃退され、両者の間で継続的な攻撃が続いた。ノルマンディーの陸路およびロベール1世の艦隊からの侵攻に直面したルーアン大司教ロベール2世（母アヴォワーズとリシャール2世の叔父）は、アランが従兄弟ロベール1世に忠誠を誓ったル・モン＝サン＝ミシェルにおいて、2人の大甥の間の休戦を調停した。
ロベール1世が聖地に向かいノルマンディーを去った時、従兄弟アラン3世を自身の息子ギヨームの後見人に指名した。
アラン3世は、ル・マン司教アヴェスゴーと対立するメーヌ伯エルベール1世を支援し、ラ・フェルテ＝ベルナールにあるアヴェスゴーの城をエルベール1世とともに破壊し、アヴェスゴーは逃亡した。
1037年にルーアン大司教ロベール2世が死去し、若年のギヨームの後見はアラン3世と従兄弟ブリオンヌ伯ジルベールに託され、両者は一時期共にノルマンディーを統治した 。また、2人はギヨームに対する支持を得るため、従兄弟モージェ（リシャール2世の息子、ロベール1世の異母弟）をルーアン大司教に任じ、その弟ギヨームをアルク伯とした 。
1040年10月1日、ノルマンディーのヴィムティエ近くにあった反乱軍の城を包囲していた時、アラン3世は突然死去した。『Orderic Vitalis』によると、アラン3世はあるノルマン人に毒殺されたという。

## 子女
アラン3世とベルト・ド・ブロワの間に以下の子女が生まれた。
- コナン2世（1033年頃 - 1066年） - ブルターニュ公[1]
- アヴォワーズ（1037年頃 - 1072年） - ブルターニュ女公。オエル2世と結婚[1]。

1046年5月14日以降に、ベルトはメーヌ伯ユーグ4世と再婚した。